# Riu Cabril (Tâmega)
El Cabril és un riu portuguès, afluent pel marge esquerre del riu Tâmega, afluent al seu torn per la dreta del Duero.
El Cabril discorre íntegrament pel municipi de Mondim de Basto, al districte de Vila Real. Neix prop de la freguesia de Bilhó, passa per la de Vilar de Ferreiros i desguassa al Tâmega, després de 14,2 km de curs, al costat de la capital del concelho, en el qual se situa també la major part de la seva conca.
Els principals afluents d'aquest riu Cabril (un dels cinc d'aquest nom a Portugal) són la Ribeira Velha, pel marge dret, i el riu Cabrão, per l'esquerra.